# Fantassin (1909)
Fantassin – francuski niszczyciel z okresu I wojny światowej. Jednostka typu Chasseur. Okręt wyposażony w cztery kotły parowe Normand opalane ropą. Zapas paliwa 135 t. Kotły współpracowały z trzema turbinami parowymi systemu Parsonsa. W czasie I wojny światowej operował na Morzu Śródziemnym. 17 sierpnia 1914 roku zderzył się z niszczycielem "Cavalier". Oba okręty ocalały, ale "Cavalier" po remoncie służył już tylko jako jednostka szkolna. 5 czerwca 1916 roku, podczas ataku na okręt podwodny, "Fantassin" zatonął staranowany przypadkowo przez francuski niszczyciel "Mameluk".